# آن كريستين آرونس
آن كريستين آرونس (بالنرويجية: Ann Kristin Aarønes‏) هي لاعبة كرة قدم نرويجية معتزلة لعبت في مركز الهجوم ولدت في يوم 19 يناير 1973 في بلدة أوليسوند في النرويج، لعبت مع منتخب النرويج لكرة القدم للسيدات في 111 مباراة دولية سجلت 60 هدف ومن سنة 1990 إلى سنة 1999، حققت آرونس عدة إنجازات مع منتخب النرويج كان أبرزها هو فوزها مع منتخب بلادها بكأس العالم لسنة 1995 التي أقيمت في إنجلترا والتي انتهت بفوز النرويج في المباراة النهائية على منتخب ألمانيا لكرة القدم للسيدات بنتيجة 2-صفر حيث تمكنت آنذاك من تسجيل 6 أهداف في البطولة لتفوز بلقب هدافة البطولة، من إنجازاتها الأخرى هو تحقيقها لقب مع المنتخب لقب وصافة بطولة أمم أوروبا لكرة القدم للسيدات 1991 التي أقيمت في الدنمارك والتي لصالح منتخب ألمانيا ألذي فاز بنتيجة 3-1، آرونس أيضاً حصلت على الميدالية البرونزية في دورة الألعاب الأولمبية الصيفية 1996 خلف الولايات المتحدة والصين بعد أن فازت النرويج بالمركز الثالث، على صعيد الأندية لعبت آرونس في أندية سبيلكافيك وتروندهايم أورن في النرويج ولعبت مع نيويورك باور في الولايات المتحدة، يبلغ طول اللاعبة 182 سم.

## الروابط الخارجية
- آن كريستين آرونس على موقع IMDb (الإنجليزية)

- آن كريستين آرونس على موقع الاتحاد الدولي (مؤرشف)  (الإنجليزية)
- آن كريستين آرونس على موقع اتحاد النرويج (النرويجية)
- آن كريستين آرونس على موقع قاعدة بيانات كرة القدم.إي يو (الإنجليزية)
- آن كريستين آرونس على موقع Soccerway.com (الإنجليزية)
- آن كريستين آرونس على موقع أوليمبيديا (الإنجليزية)